# Utah Mammoth
Utah Mammoth je americký profesionální klub ledního hokeje, který sídlí v Salt Lake City. Tým se od sezóny 2024/2025 účastní National Hockey League (NHL) jako člen Centrální divize v Západní konferenci. Tým hraje své domácí zápasy v hale Delta Center, která je i domovem Utah Jazz z National Basketball Association (NBA), přičemž se plánuje přestavba haly, aby byla vhodnější pro oba kluby.
Dne 18. dubna 2024 schválila Rada guvernérů NHL založení franšízy v Salt Lake City, kterou vlastní podnikatel a majitel Jazz Ryan Smith. Namísto rozšiřovacího draftu získal Utah za účelem zásobení nového týmu hokejová aktiva klubu Arizona Coyotes, který zároveň pozastavil hokejové aktivity. Tým odehrál svou zahajovací sezónu 2024/2025 s dočasným názvem Utah Hockey Club, definitivní název Utah Mammoth byl na základě výsledku hlasování fanoušků oznámen 7. května 2025.

## Historické názvy
- 2024 – Utah Hockey Club
- 2025 – Utah Mammoth

## Umístění v jednotlivých sezonách
Stručný přehled
Zdroj: 
- 2024– : National Hockey League (Centrální divize)

Jednotlivé ročníky
Zdroj: 
Legenda: Z - zápasy, V - výhry, VP - výhry v prodloužení, R - remízy, P - porážky, PP - porážky v prodloužení, VG - vstřelené góly, OG - obdržené góly, +/- - rozdíl skóre, B - body, ZK - Západní konference, VK - Východní konference, fialové podbarvení - reorganizace, změna skupiny či soutěže
| USA / Kanada (2024– ) |                        |        |    |    |    |   |    |    |     |     |     |    |        |          |
| Sezóny                | Liga                   | Úroveň | Z  | V  | VP | R | PP | P  | VG  | OG  | +/- | B  | Pozice | Play-off |
| 2024/2025             | NHL (Centrální divize) | 1      | 82 | 30 | 8  | – | 13 | 31 | 241 | 251 | -10 | 89 | 6.     | Ne       |

## Individuální rekordy jednotlivých sezón

### Základní část
- Zdroj zde

| 2024/2025 |

| Clayton Keller | 30 |

| Clayton Keller | 60 |

| Clayton Keller | 90 |

## Češi a Slováci v Utahu
| Sezóna    | Hráči – Češi                   | Hráči – Slováci | Soupiska | Playoff |  |
| 2024/2025 | Karel Vejmelka                 | nikdo           |          | Ne      |  |
| 2025/2026 | Karel Vejmelka • Vítek Vaněček | nikdo           |          |         |  |
|           |                                |                 |          |         |  |